# Holmegaard Kommune
Holmegaard Kommune i Storstrøms Amt blev dannet ved kommunalreformen i 1970. Ved strukturreformen i 2007 blev den indlemmet i Næstved Kommune sammen med Fladså Kommune, Fuglebjerg Kommune og Suså Kommune.

## Tidligere kommuner
Holmegaard Kommune blev inden kommunalreformen dannet ved frivillig sammenlægning af 2 sognekommuner:
| Kommune         | Folketal september 1965 | Byer                  |
| --------------- | ----------------------- | --------------------- |
| Fensmark-Rislev | 2.320                   | Fensmark og Gangesbro |
| Holme Olstrup   | 895                     | Holme-Olstrup         |
| I alt           | 3.215                   |                       |

Ved selve kommunalreformen kom endnu en sognekommune med:
| Kommune    | Folketal 1. januar 1970 | Byer                      |
| ---------- | ----------------------- | ------------------------- |
| Holmegaard | 3.547                   | Fensmark og Holme-Olstrup |
| Toksværd   | 1.490                   | Toksværd                  |
| I alt      | 5.037                   |                           |

Til gengæld gik Rislev Sogn fra Holmegaard Kommune og kom til Næstved Kommune.

## Sogne
Holmegaard Kommune bestod af følgende sogne:
- Holme Olstrup Sogn (Hammer Herred)
- Toksværd Sogn (Hammer Herred)
- Fensmark Sogn (Tybjerg Herred)

## Borgmestre[3]
| Periode   | Navn              | Parti             |
| --------- | ----------------- | ----------------- |
| 1970-1974 | Carl Louis Hansen | Socialdemokratiet |
| 1974-1992 | Kaj Larsen        | Socialdemokratiet |
| 1992-2004 | Ove Larsen        | Socialdemokratiet |
| 2004-2006 | Søren Dysted      | Socialdemokratiet |